# Leucoloma villaumei
Leucoloma villaumei là một loài rêu trong họ Dicranaceae. Loài này được Thér. mô tả khoa học đầu tiên năm 1923.